# María de Prusia (1579-1649)
María de Prusia (Königsberg, 23 de enero de 1579-Bayreuth, 11 de febrero de 1649) fue una princesa alemana. Era la segunda hija del matrimonio entre el duque Alberto Federico de Prusia y la duquesa María Leonor de Cléveris. Esta última era a su vez hija del duque Guillermo V el Rico de Jülich-Cléveris-Berg y de la archiduquesa austriaca María de Habsburgo-Jagellón.

## Descendencia
Se casó en 1604 con el margrave Cristián de Brandeburgo-Bayreuth. De esta unión nacieron:
- Isabel Leonor (1606).
- Jorge Federico (1608).
- Ana María (1609-1680), casada en 1639 con el príncipe Juan Antonio I de Eggenberg.
- Inés Sofía (1611).
- Magdalena Sibila (1612-1687), casada en 1638 con el elector Juan Jorge II de Sajonia.
- Cristián Ernesto (1613-1614).
- Erdmann Augusto (1615-1651), margrave de Brandeburgo-Bayreuth.
- Jorge Alberto (1619-1666), margrave de Kulmbach.
- Federico Guillermo (1620).